# معاصم
معاصم (به عربی: المعاصم) یک شهرداری در الجزایر است که در استان تسمسیلت واقع شده‌است.